# Myrsine juergensenii
Myrsine juergensenii es una especie de planta con flores perteneciente a la ntigua familia  Myrsinaceae, ahora subfamilia Myrsinoideae. Es  endémica de Colombia, Costa Rica, México,  Panamá. 

## Descripción
Son arbustos o árboles, que alcanzan un tamaño de 1–30 m de alto; con ramitas gruesas, glabras, predominantemente lenticeladas. Hojas angostamente elípticas a oblongo-elípticas a oblanceoladas, 4–14 cm de largo y 1.5–6.5 cm de ancho, ápice subagudo a obtuso, base cuneada, márgenes enteros, generalmente revolutos en la base, glabras, membranáceas a cartáceas, generalmente pálidas en el envés, nervio principal casi plano a impreso en la haz, predominantemente elevado en el envés, nervios laterales generalmente inconspicuos y apenas visibles en ambas superficies; pecíolos 0.5–1.5 cm de largo, gruesos, marginados, a menudo ciliados cuando jóvenes, glabros con la edad.
Inflorescencias estaminadas con 8–11 flores, pedicelos 1–1.5 mm de largo, glabros, sépalos 0.6–1 mm de largo, lobos 0.4–0.8 mm de largo, ápice agudo, glabros, punteados y punteado-lineados, pétalos 2.2–2.5 mm de largo, lobos lanceolados, 2–2.2 mm de largo, ápice obtuso, diminutamente papilados a lo largo de los márgenes, de otra manera glabros, inconspicuamente punteados y punteado-lineados, estambres adheridos dorsalmente al ápice del tubo de la corola, filamentos obsoletos, anteras ampliamente ovado-elípticas, 1–1.2 mm de largo, ápice apiculado, epunteadas, pistilo abortivo, glabro, estigma cónico, levemente lobado, 0.2–0.3 mm de largo, sésil; inflorescencias pistiladas con 5–8 flores, pedicelos 2.5–3.5 mm de largo, glabros, sépalos 0.8–1 mm de largo, lobos 0.4–0.6 mm de largo, por lo demás iguales a los estaminados, pétalos 2–2.5 mm de largo, lobos 1.5–2 mm de largo, por lo demás iguales a los estaminados, estambres abortivos, filamentos obsoletos, anteras lanceoladas, 1–1.5 mm de largo, apiculadas en el ápice, sagitadas en la base, epunteadas, ovario subgloboso a cónico, glabro, estigma 1.7–2 mm de largo, subcapitado, sinuado-lobado, sésil.
Frutos generalmente elipsoides, 3–4.5 mm de largo, punteados y punteado-lineados, costa inconspicua.

## Hábitat
Especie ocasional, se encuentra en bosques enanos y nebliselvas, a una altitud de 800–1600 metros desde México a Panamá.

## Taxonomía
Myrsine juergensenii fue descrita por (Mez) Ricketson & Pipoly y publicado en Sida 18(2): 506. 1998.
Sinonimia
- Myrsine allenii (Lundell) Lundell
- Myrsine chiapensis Lundell
- Myrsine coclensis Lundell
- Myrsine costaricensis Lundell
- Myrsine gillyi Lundell
- Myrsine jaliscensis Lundell
- Myrsine juergensii (Mez) Lundell
- Myrsine mexicana (Lundell) Lundell
- Myrsine reflexiflora (Lundell) Lundell
- Rapanea allenii Lundell
- Rapanea chiapensis (Lundell) Lundell
- Rapanea coclensis (Lundell) Lundell
- Rapanea costaricensis (Lundell) Lundell
- Rapanea gillyi (Lundell) Lundell
- Rapanea jaliscensis (Lundell) Lundell
- Rapanea juergensenii Mez
- Rapanea mexicana Lundell
- Rapanea reflexiflora Lundell[3]